# Sesljan
Sesljan (italijansko Sistiana, nemško Seestein) je naselje v Občini Devin - Nabrežina na Tržaškem, v Italiji. 
Naselje leži približno 70 m nad morjem. Sesljanski zaliv je priljubljena turistična točka.

## Etimologija
Slovenska in italijanska oblika imena izvirata iz latinskega imena Sixtilianum - to je bilo prvo ali eno od prvih rimskih naselij na Tržaškem.

## Zgodovina
Ob koncu 19. stoletja je postal Sesljan (poleg Gradeža in Opatije) eno od najbolj priljubljenih obmorskih letovišč v Avstro-Ogrski. Čeprav je bilo slovensko mesto je prevzelo nemško obliko imena: Seestein, ki jo danes uporabljajo samo nemško govoreči turisti. V tistem času so zgradili tudi nekoč znana hotela Strandhotel in Parkhotel.
Med prvo svetovno vojno je bila v Sesljanskem zalivu avstrijska mornariška baza. Med drugo svetovno vojno je nemška vojna mornarica uporabljala zaliv kot podmorniško oporišče (potopljena žepna električna podmornica razreda Molch). 

## Sesljan danes
Danes je Sesljan znan zlasti kot turistični kraj. Ima lepo urejeno plažo z velikim parkiriščem. Med obiskovalci prevladujejo Italijani in Slovenci (iz Slovenije in iz zamejstva), precej je tudi Avstrijcev in Nemcev. Za Slovence iz severne Primorske, Goriške in s Krasa je Sesljan najbližje urejeno obmorsko kopališče, zaradi bližine primerno za enodnevne izlete. Na dveh območjih pred zalivom je dovoljeno potapljanje.

### Rilkejeva pot
Nad Sesljanskim zalivom se začenja znana Rilkejeva pot, ki vodi do Devinskega grad. Na tem mestu je Rainer Maria Rilke spisal znamenite Devinske elegije. Ob poti si sprehajalec lahko ogleda celo vrsto zanimivih kraških pojavov (žlebiči, škraplje, griža, itd.).

### Turistično naselje Portič Sesljan
Portič Sesljan (italijansko Portopiccolo Sistiana) je novozgrajeno turistično naselje ob Sesljanskem zalivu, na območju nekdanjega opuščenega kamnoloma. 
Kompleks se razteza na 3,5 hektarja površin, arhitekturno pa je zasnovan kot strnjeno obmorsko naselje, po načrtih arhitekta Francesca Lupparelli, ki živi v bližnjem Sesljanu. Kompleks je skušal čim bolje zliti z obstoječo obalo, za katero so značilni klifi.
Še pred nekaj leti se je Sesljanski zaliv v smeri proti Trstu zaključeval z zapuščenim kamnolomom, degradiranim in za javnost zaprtim območjem, danes pa je njegova podoba povsem drugačna. Za potrebe tega v severnem Jadranu edinstvenega kompleksa s 460 bivalnimi enotami (vile, terasaste hiše in hiše v strnjenem naselju) je bil izveden tudi pet metrov globok izkop na mestu sedanje najsodobneje opremljene marine s 120 privezi, ki so jo po zgraditvi povezali z morjem. Marino obkrožata prestižni hotel ter nakupovalni predel s prodajalnami, butiki in drugimi, tudi gostinskimi lokali. Naselje ima za stanovalce in obiskovalce namenjenih čez tisoč parkirnih mest v garažni hiši. 
Hotelski del je zasnoval studio Lazzarini Pickering iz Rima, v izgradnji pa je tudi velnes center, ki naj bi po načrtih imel 3000 kvadratnih metrov notranjih in 6000 kvadratnih metrov zunanjih površin.

## Šport
- Jadralni klub »Čupa« [2]

## Znane osebnosti
- Jasna Tuta - slovenska jadralka iz Sesljana, morjeplovka in pisateljica [3]